# Amol
Amol (persisk: آمل) er en by i shahrestanen Amol, Iran. Amol har 	237.528 indbyggere (pr. 2016).